# Gerbillus gerbillus
Gerbillus gerbillus е вид гризач от семейство Мишкови (Muridae). Видът не е застрашен от изчезване.

## Разпространение и местообитание
Разпространен е в Алжир, Египет, Западна Сахара, Израел, Йордания, Либия, Мавритания, Мали, Мароко, Нигер, Судан, Тунис и Чад.
Обитава гористи местности, пустинни области, места с песъчлива почва и дюни.

## Описание
Теглото им е около 27 g. Имат телесна температура около 37,2 °C.
Продължителността им на живот е около 5,9 години. Популацията на вида е стабилна.